# 宗璞
馮 鍾璞（ふう しょうはく、1928年7月26日 - ）は、中華人民共和国の小説家・翻訳家。筆名は宗璞（そうはく）。代表作に小説『東蔵記』。

## 略歴
本貫は河南省南陽府唐県で、1928年7月26日に北京市に生まれた。父親は哲学研究者の馮友蘭。
日中戦争の時、父親馮友蘭に連れられ雲南省昆明市に引っ越す。南菁小学校と西南聯大附属中学卒業。
1945年北平に帰り、翌年南開大学外文系に入学した。1948年に清華大学外文系に転入し。同年、処女作『A.K.C』は『大公報』掲載された。
1951に卒業した後、中華人民共和国政務院宗教事務委員会に配属される。年末、中国文聯研究部に転職。
1956年-1958年、『文芸報』の外国文学担当編輯となった。
1957年、「百花斉放百家争鳴」の時、短編小説『紅豆』（『人民文学』第七期）を発表したことで、「右派分子」と批判され、1959年以降、河北省の農村で労働改造。
1960年、『世界文学』編輯部に転職、編輯者の仕事に戻った。
1962年に中国作家協会に加入し会員となった。
1981年に外国文学研究所英米文学研究室へ移った。
1982年には国際ペンクラブ中国ペンクラブセンターに加入。
1984年に中国作家協会理事に選ばれた。

## 作品

### 散文集
- (中国語) 『雲在青天：宗璞散文』. 浙江文芸出版社. (2015年1月1日). ISBN 9787533941246
- (中国語) 『心的囑託』. 浙江文芸出版社. (2015年1月1日). ISBN 9787533941161
- (中国語) 『二十四番花信』. 浙江文芸出版社. (2015年1月1日). ISBN 9787533941192
- (中国語) 『客有可人』. 浙江文芸出版社. (2015年1月1日). ISBN 9787533940881

### 長篇小説
- (中国語) 『南渡記 東蔵記 西征記』. 人民文学出版社. (2015年5月1日). ISBN 9787020106653
- (中国語) 『四季流光』. 上海文芸出版社. (2015年1月1日). ISBN 9787532155156

### 伝記
- (中国語) 『我的父親馮友蘭』. 中国盲文出版社. (2014-06-01). ISBN 9787500250654

### 訳著
- 『繆塞詩選』
- 『拉帕其尼的女児』

## 受賞
1978年、『弦上的夢』、全国優秀短篇小説賞。
1978年、『三生石』、1977—年1980年全国優秀中篇小説賞。
散文集『丁香結』、全国優秀散文賞。